# Il morbo di Amburgo
Die Hamburger Krankheit (letteralmente Il morbo di Amburgo), noto anche con il titolo inglese The Hamburg Syndrome, è un film del 1979 diretto da Peter Fleischmann.                                                          

## Trama
Ad Amburgo si verificano diversi decessi inspiegabili. La vita pubblica si è completamente fermata, le poche persone per le strade indossano mascherine e tute protettive, alcune delle quali fatte in casa. La gente crolla in casa o per strada senza sintomi apparenti e muore rannicchiata in posizione fetale. Al rapido aumento dei casi, il dipartimento della salute impone una quarantena rigorosamente sorvegliata a tutti coloro che siano stati, o anche che abbiano il sospetto di essere stati, a contatto con i morti.
In quarantena si incontrano: Sebastian, medico che aveva soccorso un anziano professore poi deceduto per il misterioso morbo; Heribert, commerciante ambulante di salsicce, e l'introversa Ulrike. Heribert progetta di fuggire dalla quarantena e Ottokar, su una sedia a rotelle, decide di aiutarli dall'esterno. I quattro riescono a lasciare Amburgo e a fuggire verso sud poco prima del blocco totale. In un villaggio abbandonato, dove i morti sono stati lasciati distesi per strada, incontrano Fritz, un uomo sconvolto dalla paura del contagio che, pur cercando di evitare qualsiasi contatto con gli altri, si unisce ugualmente al gruppo. Nonostante la confusione, c'è chi sta ancora svolgendo con calma il suo lavoro: è Alexander, che si occupa del trasferimento dei disperati con un furgone e accoglie il gruppo con loro. Nel frattempo Heribert cerca di fare affari con il suo furgone di cibo, mentre Sebastian e Ulrike cercano di entrare in città a piedi. Le autorità stanno cercando di contenere la malattia con un vaccino tempestivamente approntato. Sebastian, in cerca di sua sorella, entra nel suo appartamento ma lo trova abbandonato e lì muore poco dopo. Il giorno successivo, Ulrike torna nel gruppo da sola. Ci sono anche due donne italiane con un bambino, ma una di loro muore poco dopo mentre l'amica, sconvolta, vorrebbe evitare una sepoltura sommaria per poter inviare la salma in Italia. 
La carovana arriva nei pressi di un bar chiuso, ma dal cui interno provengono dei rumori: si sta svolgendo una festa in maschera, gli ospiti sembrano abbandonarsi al divertimento per non pensare alla catastrofe imminente e il gruppo decide di entrare. Arriva anche Heribert, che sta cercando di approfittare del caos per fare i suoi interessi. Alexander annuncia alla carovana che il suo compito è terminato e il gruppo prosegue poi su una casa galleggiante. Fritz abbandona il gruppo ormai decimato perché in panico per il contagio. Arrivato nel sud, Alexander viene ucciso a colpi d'arma da fuoco da un gruppo di autonominati "difensori della patria"; Ulrike viene messa in isolamento e costretta a farsi vaccinare. Con Ottokar ed Heribert, che ora stanno cercando di superare la crisi vendendo tute protettive, Ulrike può proseguire la fuga e sperare di raggiungere suo nonno in un rifugio sulle Alpi, dove sembra che la malattia non sia arrivata. 
In radio si sente dire che l'epidemia si sta estinguendo, ma poiché le autorità informano che verranno ricercati tutti coloro che non si sono sottoposti a vaccinazione, Ottokar si rende conto che l'epidemia non è finita e che in realtà il governo annuncia solo dati positivi per evitare di alimentare il panico; avverte il gruppo che la situazione è grave e il prossimo disastro è in arrivo. Ulrike, arrivata finalmente nella casa del nonno, sembra avercela fatta, ma sente un elicottero avvicinarsi minacciosamente: si tratta di una task force di uomini in tuta protettiva, che la catturano di nuovo e la portano via.

## Produzione
Il film è una produzione congiunta franco-tedesca. Il regista Fleischmann ebbe l'idea del film nei primi anni '70 parlando in Grecia con un epidemiologo inglese, che ipotizzava un'epidemia di peste nei ratti e lo sviluppo di un potente veleno capace di eliminarli tutti. Di una intera popolazione di ratti, bastava che ne sopravvivessero solo due per dare origine a una generazione di animali estremamente resistenti al veleno, compiendo in brevissimo tempo un balzo evoluzionistico che avrebbe normalmente richiesto secoli per avvenire.
Fleischmann ne parlò con Jean-Claude Carrière, collaboratore di Luis Buñuel (e anche dello stesso Fleischmann in La dolcissima Dorothea), elaborò un primo trattamento in cui un gruppo di scienziati avrebbe dovuto diffondere un virus dalle pendici dell'Acropoli di Atene per risolvere i problemi della sovrappopolazione. Con le successive stesure e l'apporto degli altri sceneggiatori, si arrivò al copione definitivo. Nel 1977, quando il lungometraggio era in fase di preparazione, il regista fu intervistato dal noto critico Gian Luigi Rondi al quale rivelò alcune anticipazioni della trama e il titolo.

### Colonna sonora
La colonna sonora del film composta da Jean Michel Jarre proviene in gran parte dai suoi album Oxygène ed Equinoxe.

## Distribuzione
Il film arrivò nelle sale della Repubblica Federale Tedesca il 23 novembre 1979. L'anteprima, presentata al Filmfest Hamburg pochi mesi prima, aveva una durata maggiore di otto minuti. 
Fra il 1980 e il 1981, il film fu distribuito in Francia con il titolo La Maladie de Hambourg e in alcuni paesi europei, ma non in Italia, dove fu presentato soltanto al Mystfest di Cattolica il 15 settembre 1980 e Peter Fleischmann fu premiato come miglior regista. Nel 2010 è stato pubblicato in formato DVD. Nel 2019 una versione restaurata è stata proiettata al Filmfest Hamburg e nel 2020 al Thessaloniki International Film Festival.

## Accoglienza
Alla sua uscita, il film non godette di una particolare accoglienza e gli incassi furono modesti in tutta Europa. Nel 2020, tuttavia, la pandemia di COVID-19 ha risvegliato l'attenzione dei media su questo titolo, giudicato profetico e anticipatore dei tempi.